# 애트카섬

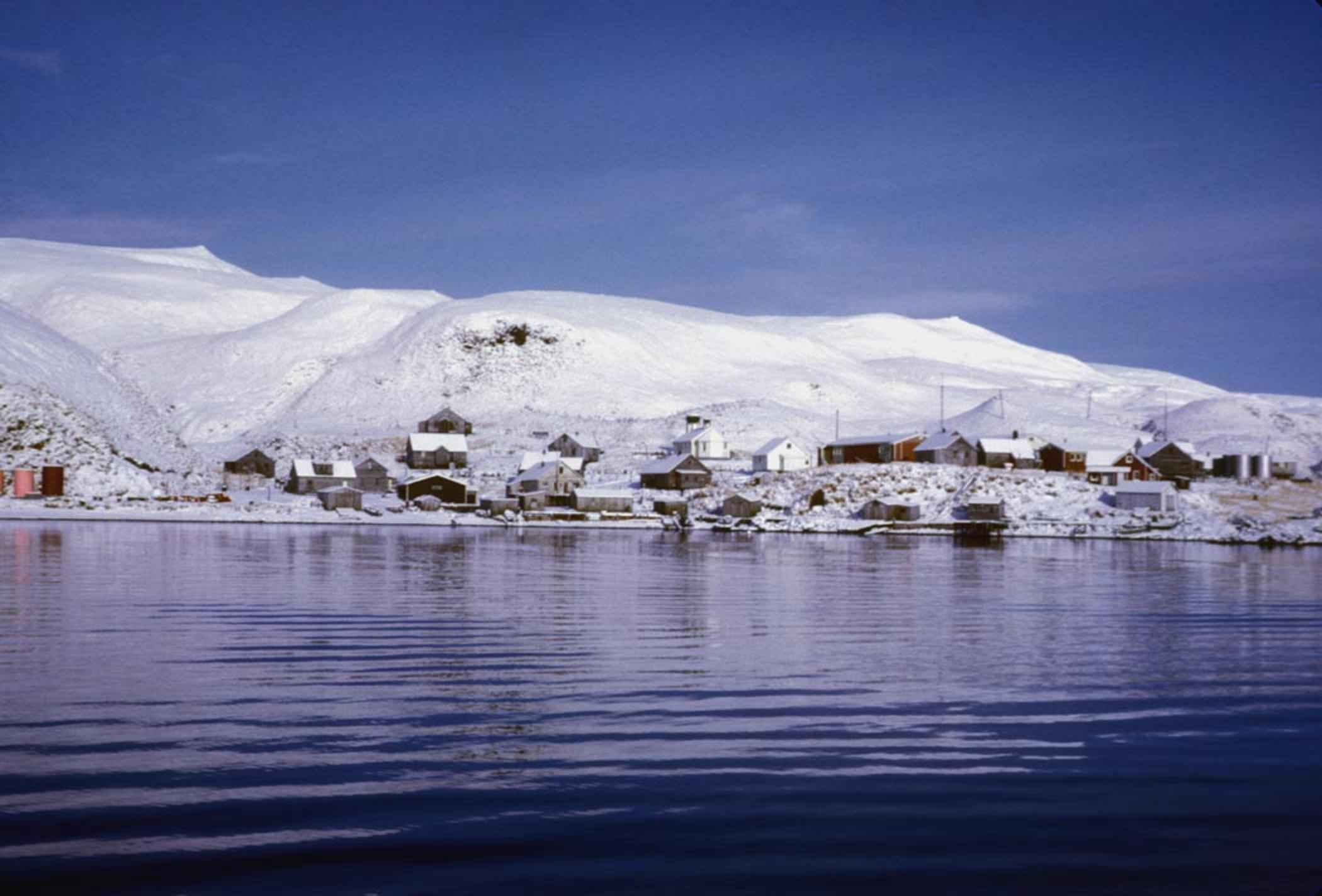

애트카섬(Atka Island)은 알류샨 열도, 앤드리애노프 제도에 있는 미국령 섬이다. 북위 52도 07분, 서경 174도 30분의 위치에 있다. 또, 북동부에 화산이 존재한다.
애트카섬에는 태평양 전쟁 중에 만들어진 미군 기지가 있다.